# Корбут, Михаил Ксаверьевич
Михаи́л Ксаве́рьевич Ко́рбут (1899—1937) — советский историк. Активно участвовал в советизации высших школ Казани. Основные труды посвящены истории казанского рабочего движения и университета, включая «Историю Казанского университета за 125 лет» (1930).
Родился в семье музыкального педагога К. А. Корбута, внучатый племянник В. К. Магницкого. После окончания Казанского университета был одним из основателей рабфака, член его оргбюро, до 1926 года — заведующий. В 1922—1923 годах работал на кафедре марксизма и политэкономии Восточного пединститута, также в Казанском политехническом институте (1923—1925) и Татарском коммунистическом университете (1924—1925). В 1926 году избран профессором и ректором Казанского института сельского хозяйства и лесоводства (до 1928). С 1926 года — заместитель председателя Общества археологии, истории и этнографии, состоял также в совете Общества мариеведения при Восточном пединституте. Входил в редакционные коллегии периодических изданий «Голос пролетарского студенчества», «Казанский библиофил», в 1921—1926 годах был уполномоченным истпарта. В 1927 году обвинён в троцкизме и исключён из партии (восстановлен в 1928 году). В 1930 году назначен заместителем директора Татарского научно-исследовательского экономического института. В феврале 1933 года исключён из партии и осуждён на трёхлетнюю ссылку, которую отбывал в Алма-Ате. В 1936 году получил дополнительный срок, затем был возвращён в Казань на доследование. Расстрелян в Москве по делу «Контрреволюционной троцкистской террористической организации». Посмертно реабилитирован в 1956 году, восстановлен в рядах Коммунистической партии в 1988 году.

## Биография

### Становление

Зачётная книжка студента факультета общественных наук М. К. Корбута за 1920—1921 годы. Музей истории КФУ

Отец Михаила — ковенский дворянин Ксаверий Александрович Корбут, который получил известность в Казани как музыкант-исполнитель, авторитетный педагог и теоретик музыки. Он был известным в городе органистом, а также в значительной степени заложил основы казанской фортепианной школы. Женился Корбут на Нине Михайловне Магницкой, также одарённой пианистке. В семье появилось двое сыновей — Михаил и младший Сергей. Брак Корбутов оказался непрочным, и супруги рано разъехались; Нину Михайловну с сыновьями содержали состоятельные родственники. О ранних годах Михаила более ничего не известно; сравнительно мало свидетельств осталось и от школьных лет, поскольку документы скудны и носят официальный характер, а сам Корбут никогда о дореволюционной своей жизни не вспоминал. В январе 1911 года его отдали в Первую Казанскую гимназию по прошению дяди — преподавателя той же гимназии Александра Михайловича Магницкого; в этом документе указано, что в то время Михаил обучался в первом классе Казанского коммерческого училища. Издержки по обучению, включая установленную форму, пособия и положенную плату, вносил также дядя; в его доме на Воскресенской (по другой версии, на Университетской) улице проживала вся семья. Жизнь в гимназии, таким образом, началась для младшего Корбута с третьей четверти учебного года. Он не отличался ни прилежанием, ни крепостью здоровья: едва начав учиться, оказался в карантине, из-за чего пропустил в общей сложности 51 урок. Экзамены завершились неудовлетворительной оценкой по географии, которую в августе пришлось пересдавать (на «тройку»). Вероятно, именно поэтому Нина Михайловна Корбут сразу была зачислена в действительные члены родительского комитета, в котором состояла весь период обучения своего сына. В 1915 году А. М. и Н. М. Магницкие состояли в Обществе вспомоществования нуждающимся ученикам Первой Казанской мужской гимназии.
В декабре 1911 года Михаил заболел корью, пропустил занятия в течение трёх четвертей, и был оставлен на второй год. И впоследствии современники всегда отмечали у взрослого Корбута слабое здоровье и болезненный внешний вид. У него годами не было ни одной отличной оценки по предметам (за исключением поведения), наихудшие показатели Корбут демонстрировал по гуманитарным предметам. Перелом наступил в 1917—1918 учебном году, когда Михаил получил отличные оценки по истории и Закону Божьему. По возникшему кругу интересов и семейной традиции Корбут решил поступать на историко-филологический факультет Казанского университета. Успешно сдав вступительные экзамены (из гимназии было вынесено свободное владение немецким и французским языками и знакомство с латынью), 22 октября 1918 года Михаил Корбут стал студентом. Впоследствии он называл свой первый студенческий год «самым нежизненным», объясняя это тем, что старая традиция университетской науки прервалась, а новая ещё не была создана. Однако Михаил быстро нашёл себя в общественной работе, участвовал в заседаниях факультетского совета, в 1919 году был назначен секретарём комиссии по социальному обеспечению и трудовой повинности студентов, а также введён в состав согласительной комиссии по выработке новых учебных планов. В октябре 1919 года он перевёлся на только что основанный факультет общественных наук и вступил в ряды РКП(б). Общественный факультет он и окончил в 1922 году по юридически-политическому отделению.
В конце 1919 года М. Корбут был официально утверждён Наркомпросом в числе студентов, заседающих в университетском и факультетском советах. Когда под началом В. В. Адоратского в Казани было основано бюро Истпарта, Корбут был назначен его уполномоченным. В 1922 году студент был утверждён членом совета факультета от коллегии РКП(б) при казанских вузах. Ещё в 1921 году Михаил принял участие в создании рабфака и сразу стал его секретарём и членом президиума, а вскоре и заведующим. Также он возглавил журнал университетского рабфака «Новое дело» и одновременно редактировал журнал «Казанский библиофил», в редколлегии которого курировал отделы «Обществоведение» и «Религия», опубликовав за три года не менее двадцати рецензий.
Ещё в студенческие годы Михаил Корбут женился на своей сокурснице по ФОНу — урождённой Рахили Вольфовне Эйдельсон (1900—1976). Она также была партийной (в рядах РКП(б) — с 1920 года), поэтому данный брак именовался в историографии «политически правильным», выражением стремления отмежеваться от своей социально-культурной среды и перейти в ряды нового господствующего класса — пролетарского.

### Партийный профессор
В ноябре 1922 года Михаил Корбут был зачислен профессорским стипендиатом в Восточный педагогический институт на кафедру марксизма и политэкономии. Об этом периоде его жизни известно немногое, несмотря на то, что в пединституте он преподавал до ноября 1927 года. Его научным руководителем был назначен профессор, заведующий кабинетом марксизма В. Т. Дитякин, но фактически им являлся В. В. Адоратский. Под руководством революционера была выполнена статья Корбута «Метод диалектического материализма в работах В. И. Ленина (Ульянова) по вопросам права и государства». По линии Истпарта он был командирован в Ленинград для обработки и сбора ранее неизученного материала по рабочему движению. На основе собранных данных была написана 20-страничная работа «Рабочее законодательство III Государственной Думы», публичная защита которой прошла на заседании Предметной комиссии педагогического института 6 декабря 1925 года. По результатам защиты М. К. Корбут был назначен профессором и получил право на самостоятельное преподавание в высших учебных заведениях. Ещё до защиты он вёл занятия политминимума в Казанском политехническом институте, а в Пединституте ему доверяли ведение семинаров по истории партии; кроме того, в 1924—1925 годах Корбут читал курс советского права в Коммунистическом университете, а в 1925—1926 годах — лекции по политическому строительству в СССР в Казанском университете. Историю партии и основы права Корбут читал и в Институте сельского хозяйства и лесоводства. С апреля 1926 года Михаил Ксаверьевич являлся заместителем председателя университетского Общества археологии, истории и этнографии, а также членом совета Общества мариеведения при Восточном пединституте.
Михаил Корбут чрезвычайно активно занимался общественной работой. Являясь председателем областного студбюро, он также заведовал Казанским отделением Истпарта, был комиссаром Татарского архивного управления. Избирался до 1927 года делегатом всех Съездов советов Татарской республики, а также делегатом двух Всесоюзных съездов научных работников. В январе 1924 года Михаил Корбут был делегирован университетом представлять ВУЗ на похоронах В. И. Ленина.
Вторая половина 1920-х годов в жизни М. К. Корбута оказалась сложной. В 1926 году он был назначен ректором Института сельского хозяйства, который оставил через два года. Чрезвычайная перегруженность по служебной и партийной линии вызвала сильное ухудшение здоровья, которое изначально было хрупким. У Корбута (как это явствует из приписного свидетельства 1918 года) правая нога была короче левой на 3 см, имелось «сращение тазобедренного сустава», вызывающее хромоту, развился «катар верхушек лёгких», сильная близорукость и сахарный диабет. В служебном формуляре наиболее частыми записями являются командировки и больничные, «ввиду полного расстройства здоровья и общего крайнего переутомления». Ухудшению здоровья, несомненно, способствовала борьба с троцкизмом, развернувшаяся после исключения Л. Д. Троцкого из партии в ноябре 1927 года. Уже в декабре 1927 года и М. К. Корбут был исключён из партийных рядов за участие в «троцкистско-зиновьевском оппозиционном течении». При разбирательстве на партбюро Михаил Ксаверьевич открещивался от участии в оппозиции, обвинение не могло доказать его фракционной деятельности, но объявило профессора «неискренним». В защиту него выступил секретарь Татарского обкома партии М. М. Хатаевич, и в порядке обжалования решения партбюро в феврале 1928 года Корбут был восстановлен в партии, но с вынесением выговора. Это ухудшило его положение: учёного-общественника сняли со всех постов, перестали выдвигать на выборные должности и направили на завод № 40 членом партъячейки и редактором газеты «За коммунизм». Здесь он подвергся чистке, на которой вновь был обвинён в «неискренности» при подаче документов и объяснений о себе, и дело его было отправлено на расследование.
Изгнание из партии обратило всё время и энергию Корбута к научной деятельности. За два года он создал пять больших статей по истории Казанского университета и сводный двухтомник «Казанский университет имени В. И. Ульянова-Ленина за 125 лет. 1804/05—1929/30». Этот двухтомник создавался по постановлению Казанского государственного университета. Подготовкой первого советского юбилея университета занимались заместитель наркома просвещения РСФСР А. Я. Вышинский и ректор П. Н. Галанза. Именно они избрали Корбута для создания книги объёмом не менее 20 печатных листов, в которую бы вошли все сведения по истории университета за истёкший период. После успешного исполнения поручения в январе 1930 года Михаил Ксаверьевич был назначен заместителем директора Татарского научно-исследовательского института, с октября того же года — профессором по кафедре общего учения о праве и государстве. С 1 октября 1930 по 1 марта 1931 года М. К. Корбут был командирован в Москву и Ленинград для архивной работы по теме «Ленин в Казани». Результатом стало восемь печатных листов выявленных и подготовленных к печати документов по этой тематике, а также календарь жизни В. И. Ленина в Казани.

### Годы ссылки. Гибель
Во время чистки партийных рядов 15 марта 1933 года Партколлегия отделения контрольной комиссии ВКП(б) вновь исключила Корбута из партии «как двурушника-троцкиста». Он был быстро арестован, на допросах виновным себя ни в чём не признал, хотя и сообщил, что «допускал ошибки». Ближайшие его друзья оказались под подозрением, но если А. Диковицкий покаялся, то Корбут оказался твёрд; в протоколах значилось, что «Корбут ничего не делает, чтобы опровергать свою партийную линию… У Корбута развязный язык, что думает, то и говорит». Ранее, 9 января 1933 года он писал в Татарское отделение контрольной комиссии:

…Я многократно подчёркивал всю тягость моего положения, заключавшегося в том, что не проходит, кажется, полугода, чтобы меня не стремились «пришить» к какому-нибудь делу… Так и в этот раз. Я опять выбит из колеи нормально работающего человека, и опять срывается та моя скромная научная деятельность, которой я отдаю за последние годы всю мою жизнь и все мои способности… Я готов кричать от боли, от обиды, от постоянного унижения… Я готов биться в отчаянии головой об стену…, но всё же у меня не иссяк ещё остаток надежды, что в конце концов в парторганизации мне подадут руку помощи…
Постановлением Особого совещания при НКВД СССР от 28 июля 1933 года М. К. Корбут был осуждён по статье 58-10 ч. 1 УК РСФСР 1926 года и приговорён к трём годам высылки в Казахстан. При аресте был изъят и погиб архив двоюродного деда В. К. Магницкого. Тем не менее годы ссылки оказались сравнительно лёгкими: за Михаилом Ксаверьевичем отправились жена и дочь Элла, он смог устроиться в Алма-Ате — сначала сотрудником Казахского филиала АН СССР, затем профессором местного педагогического института. Впрочем, было решено ссыльного не допускать до преподавания, и с 1 декабря 1934 года М. К. Корбут получил место в Государственной публичной библиотеке, созданной тремя годами ранее. Его жена работала в библиотеке медицинского института. Вскоре Михаил Ксаверьевич стал временным исполняющим обязанности учёного секретаря библиотеки (вплоть до февраля 1936 года), неоднократно замещал должность директора, во время длительных командировок того в Москву. Корбут был пионером внедрения универсальной десятичной классификации, брошюру о которой на казахском языке ему было поручено издать в 1935 году.
Михаил Корбут попытался подать ходатайство на восстановление в партийных рядах, однако решением Партколлегии при ЦК ВКП(б) от 13 декабря 1934 года ему было отказано. В Казани критика Корбута не утихала. Так, в газете Казанского университета «Ленинец» 5 января 1935 года призывалось разоблачать «антимарксистских, антисоветских „теоретиков“», в числе которых упоминался и Михаил Ксаверьевич, а также покаявшийся Диковицкий. В этих условиях Корбут убедил жену как можно быстрее вернуться в Казань. 7 февраля 1936 года он вновь был арестован по обвинению, предусмотренному статьёй 58-10 («контрреволюционная троцкистская пропаганда»), и в тот же день приговорён к новой трёхлетней ссылке. 22 июня 1936 года Особое совещание приговорило его к заключению в Ухтпечлаге. Однако по указанию НКВД ТАССР 29 декабря того же года Корбута этапировали в Казань для доследования и сделали обвиняемым по делу № 2758 — Аксянцева, Шварца и Векслина. 17 апреля 1937 года ему было предъявлено обвинение как одному из руководителей контрреволюционной террористической троцкистской организации, которая якобы принимала участие в убийстве С. Кирова и планировала совершение террористического акта в отношении И. Сталина. В обвинительном заключении С. Корбут написал, что не согласен ни с одним из пунктов. По приговору Военной коллегии Верховного суда СССР 1 августа 1937 года М. К. Корбут был расстрелян, проходя по первой категории сталинских списков. Несмотря на то, что в ряде энциклопедических изданий утверждается, что В. К. Корбут был казнён в Казани, в действительности его прах захоронен в общей могиле № 1 на Донском кладбище в Москве; то же следует из данных Центрального архива ФСБ.

### Судьба родных. Реабилитация
После гибели мужа Р. В. Эйдельсон-Корбут вышла замуж за казанского врача, будущего профессора Е. Н. Короваева, который удочерил и Эллу Корбут. 13 сентября 1937 года его младший брат Сергей был арестован на основании своего родства, но 26 января 1939 года освобождён за недоказанностью обвинения. В 1940 году ему удалось выиграть дело против НКВД, сотрудники которого не только держали его под стражей без предъявления обвинений, но и распродали конфискованное у него имущество. Виновные в нарушении законности в отношении С. К. Корбута были наказаны. Сергей Ксаверьевич оставаться в Казани не стал; по документам ещё в 1971 году он проживал в Жданове. Несмотря на многочисленные обращения, в партии он восстановлен не был. Отец, Ксаверий Александрович Корбут, был арестован ещё 25 марта 1937 года по обвинению в клевете на Советскую власть и «ведении фашистской пропаганды». 14 ноября 1938 года он был расстрелян с конфискацией имущества. Мать, Нина Михайловна Корбут-Магницкая, была арестована 20 августа 1937 года и уже 17 октября освобождена, поскольку следствием не было установлено оснований для привлечения её к судебной ответственности. Она работала настройщицей фортепиано и швеёй в военном госпитале до своей кончины в январе 1942 года.
28 июня 1956 года определением Военной коллегии Верховного Суда СССР М. К. Корбут был реабилитирован «за отсутствием состава преступления». После постановления Политбюро ЦК КПСС от 11 июля 1988 года «О дополнительных мерах по завершению работы, связанной с реабилитацией лиц, необоснованно репрессированных в 30—40-е гг. и начале 50-х гг.» членство Михаила Ксаверьевича Корбута в Коммунистической партии было восстановлено посмертно.

## Михаил Корбут — организатор Казанского рабфака
По определению А. Сальниковой, в бурной революционной и послереволюционной реальности именно на рабфаке М. Корбут сделался «своим» среди «своих». Будущий академик М. В. Нечкина, которая сама преподавала на рабочем факультете Казанского университета (в 1921—1924 годах) свидетельствовала:

…Рабфаковцу всегда нужен Корбут. За тысячью надобностей — крупных и мелких. И на все лады склоняется: «У Корбута был? Поговори с Корбутом… Где Корбут? Даёшь Корбута! Идём к Корбуту…»— Нечкина М. В. (Михаил Эрт). Конец зимнего семестра на Казанском рабфаке
На заседании Совета Казанского университета от 24 сентября 1919 года было образовано временное бюро по созданию рабфака, в которое вошли представитель Губотнаробра Е. И. Зарницын, профессор Н. Н. Парфентьев и студент факультета общественных наук М. К. Корбут. Фактическую «черновую» работу пришлось исполнять именно 20-летнему члену оргбюро, начиная от доставки повесток на заседания по квартирам казанских преподавателей, приглашённых на работу. Попутно он вёл агитационную работу и много печатался в университетской и городской прессе, что в известной степени делало рабфак популярным. Рабфак удалось открыть 1 ноября, и факультет стал пятым на территории РСФСР; в состав его президиума вошли не только перечисленные лица, но также математик В. А. Берсенев и философ и историк-марксист В. В. Адоратский. С 1920 года руководство Казанским рабфаком перешло к М. К. Корбуту. Первый состав руководства рабочего факультета нуждался в постоянном составе преподавателей, которые бы понимали специфику своей работы. Старая профессура считала работу с пролетариями «позорной», а сам рабфак «исчадием ада», явившимся для «разрушения российской науки» (как об этом откровенно писали в «Известиях ВЦИК»). Остро не хватало и квалифицированных марксистов, способных донести новую повестку дня даже для малограмотных. Сохранился протокол общего собрания студентов казанского рабфака 19 мая 1924 года, которые просили «занятия в политкружке поручить вести тов. Корбуту… или подобным ему товарищам, а не студенту, который только начал работать по политграмоте и поэтому не даст студентам соответствующих знаний».
Е. Зарницыну и М. Корбуту выпала сложнейшая организационная работа. На рабфаке штатным расписанием было предусмотрено пять дневных групп, в которых обучение велось с отрывом от производства, и три вечерних (без отрыва). В среднем в каждой из них было по 30 учащихся, которых нужно было хотя бы обогреть, а зачастую — кормить и одеть. Не хватало учебников и элементарных учебных пособий. Скептически на рабфак смотрели и работодатели, например, в своих воспоминаниях красноармеец К. Рогожкин вспоминал, что с величайшим трудом отпросился на рабфак, ибо его начальство считало учёбу «отлыниванием от службы». Отношения М. Корбута с руководством университета были на этом фоне весьма конфликтными. В сентябре 1922 года Совет категорически отказал в расширении занимаемой рабфаком площади, в ответ заведующий потребовал, чтобы на всех заседаниях правления присутствовали и представители рабочего факультета. В декабре 1922 года Михаил Ксаверьевич обвинил правление в недобросовестном распределении количества мест по факультетам и был непримирим. В феврале 1923 года началась «война кляуз», когда университетское правление попыталось объявить, что у Корбута психическое заболевание («усматривал во всём преднамеренное недоброжелательное отношение к рабфаку»), а тот жаловался в вышестоящие инстанции на руководство университета.
Михаил Корбут разработал концепцию развития рабфаковского движения. Изначально он исходил из того, что рабочий факультет — это «политическая организация, проводящая в системе воспитания студенчества определённую идеологию — идеологию рабочего класса». Практика несколько размыла эту идею: число пролетариев в университете даже в 1920-х годах было очень невелико, и на первое место вышла задача просвещения и воспитания рабоче-крестьянской массы. В статье «Рабочий факультет и высшая школа» (1924) Михаил Ксаверьевич прямо писал, что борьба с политической закоснелостью профессуры не является задачей рабфака, рабфак есть органическая часть университета и должен перенимать лучшие из традиций прошлого. Необходимо следить, чтобы рабфак в собственном своём росте ни в коем случае не смял «нормальных органов нормального вуза».
Задача пролетаризации образования в условиях Татреспублики была неотделима от её интернационализации: пополнения контингента учащихся представителями местных национальностей, «прежде угнетавшимися царским строем». Две подготовительные татарские группы были основаны в июне 1920 года, далее постепенно начался набор чувашей, марийцев, удмуртов. К 1923 году на 624 рабфаковцев было 146 татар и 51 чуваш. Планировалось сразу обучать их на родном языке, но отсутствие преподавателей и учебников привело к необходимости работать на русском языке. Политическая подготовка играла существенную роль: окончание занятий на рабфаке ежедневно сопровождалось хоровым исполнением «Интернационала». Комсомольская ячейка впервые появилась в 1922 году именно на рабфаке и всего за год выросла до 95 человек. Однако изоляции рабфака от остальных факультетов преодолеть не удалось: рабфаковцы именовали студентов «мещанами», «обывателями», сознательно избегали контактов с ними. Студенчество (более половины их было из «бывших») относились к рабфаковцам неприязненно, красноармеец К. Рогожкин даже вспоминал о призывах бороться с рабфаком, «как с туберкулёзом». Серьёзные перемены стали заметны после 1925 года. Сам М. К. Корбут считал это следствием набора в университет «новых людей».
В связи с переходом на должность ректора Сельскохозяйственного института в 1926 году, М. Корбут оставил должность заведующего рабфаком. А. Сальникова поставила вопрос, являлась ли рабфаковская работа для Михаила Ксаверьевича шансом подняться по служебной лестнице или же выбором идентичности. С точки зрения исследовательницы, преобладал второй вариант. М. К. Корбут в начале 1920-х годов оказался чуждым для породившей его социальной среды, и сделал осознанный выбор в пользу того социального класса и той власти, которые считал передовыми. Пойдя на конфликт с руководством университета, М. Корбут завоевал себе авторитет у рабфаковцев и в конечном итоге у комсомольского и партийного начальства. Вероятно, только на рабфаке Михаилу Ксаверьевичу удалось полностью реализоваться в личностном и профессиональном плане. Вероятно, для его мировоззрения было характерным видеть правоту исповедуемых идей в их практической реализации.

## Интеллектуальная деятельность
За свою краткую жизнь М. К. Корбут опубликовал около 90 научных работ и 30 рецензий. В общем, весь корпус его текстов делится на три блока: вопросы революционного движения (включая рабочее и страховое законодательство III и IV Государственной Думы); собственно, рецензии; работы по истории университета и студенческого движения в Казани, включая «Историю Казанского университета за 125 лет». Поскольку основным жанром для него стала журнальная статья, это придавало работам М. Корбута публицистичность, неотделимую от политизированности и идеологической ангажированности. Он публиковался столичных журналах «История пролетариата СССР», «Каторга и ссылка», «Красный архив», «Красная летопись», «Новый Восток», «Пролетарская революция», «Революционный Восток», «Советское право»; в казанских периодических изданиях «Вестник просвещения», «Известия общества археологии, истории и этнографии», «Казанский библиофил», «Коммунистический
путь», «Красная Татария», «Новое дело», «Учёные записки Казанского университета».

### Корбут и марксистское обществознание
Поскольку М. Корбут с самого начала своей деятельности столкнулся с острым недостатком пропагандистской и просветительской литературы, разъясняющей основы марксистско-ленинского учения, это предопределило используемый им метод. Идеологизированность и социологизированность своих построений он считал, в известной степени, атрибутом новой советской науки. Важнейшей его задачей как просветителя было научить рабфаковцев не просто внятно излагать свои мысли, но и делать это правильно с позиции единственно верного учения. Его первые статьи, напечатанные в казанских изданиях в 1921—1922 годах, стандартны для той эпохи: «Производительные силы и их роль в обществе», «Метод диалектического материализма в работах Н. Ленина (В. Ульянова) по вопросам права и государства», «Тактика Ленина в эпоху демократической революции: 1905 год», «Этапы развития коммунистической революции в России», «На пути к мировой коммунистической революции». В этих работах М. Корбут мог позволить себе демонстрировать собственную образованность и широту взглядов. Так, он заявил, что Маркс ни в одной из своих статей и монографий не разъяснил, что именно разумеет под понятием «производительные силы», первостепенность значения которых раскрыл не он сам, а Фридрих Лист. Работы М. Корбута по истории революции в России были стандартны и в том смысле, что были лишены исторического дистанцирования и были чётко привязаны к «текущему моменту». Историкам той эпохи приходилось зачастую решать сложнейшие теоретические вопросы, описывая среду и события, в которой сами активно творили и были участниками и свидетелями происходящего. Так, в 1921 году при характеристике военного коммунизма Корбут априори исходил из идентичности интересов государства и пролетариата. Разъясняя переход к НЭПу, М. Корбут прибегнул к аналогии: отступление от идеалов коммунизма сравнивалось с падением Порт-Артура. То есть большевики были вынуждены отойти от «прямой штурмовой атаки на капитал» к долговременной осаде.
Постепенно М. Корбут переходил к работам, основанным на исторических источниках. В 1926 году вышла одна из значительных его статей «Революционное движение в России перед войной в оценке Департамента полиции 1911—1913
гг.». Исследователь не ставил задачи всеобъемлющей реконструкции настроений на местах в оценке Департамента полиции, да это было ещё невозможно, поскольку М. Корбут выступал первопроходцем. С материалами архива Департамента полиции он работал в Ленинграде во время командировки 20 декабря 1925 — 20 февраля 1926 года. Полученные данные позволили историку подвергнуть критике за использование недостоверных фактов только что выпущенные монографии И. А. Реницкого и С. А. Пионтковского. В 1928 году в «Учёных записках Казанского университета» вышла статья «Казанские рабочие перед Октябрьской революцией», написанная по материалам фонда старшего фабричного инспектора Казанской губернии. Как обычно, статья была идеологизированной: на материале забастовок лета — осени 1917 года историк стремился обосновать тезис В. И. Ленина о вызревании к лету 1917 года общероссийского кризиса. Соответственно, по мере продвижения к октябрьским событиям 1917 года всё менее и менее используется архивная информация, и всё большее место занимали общеобязательные идеологические штампы: «казанские рабочие шли нога в ногу со всем пролетариатом России накануне Октября», «большевики неустанно работали над выковыванием правильной политической линии казанских рабочих», и тому подобное.
Последующая критика Корбута — «троцкиста» способствовала усилению идеологической ангажированности его работ.
В 1930 году он выпустил статью «К вопросу об изучении истории пролетариата Татарстана», которая была его «ответом» на начавшуюся индустриализацию. Историк рассматривал быт казанских рабочих — фабричных и кустарных — по разным отраслям, исследовал рост цен и уменьшение прожиточного минимума и их влияние на рост стачечного движения. Всё это служило для выработки стандартного для исторических трудов того времени недоверия к прошлому, поскольку история дореволюционной реальности должна была вызывать негативные эмоции. Противопоставления должны были в обязательном порядке иллюстрировать тезис «было плохо — стало хорошо».
М. К. Корбут создал несколько статей по дореволюционному страховому и рабочему законодательству. Несмотря на форму научной работы, они также были идеологически заданы и главные выводы задавались формулой, представленной в самом начале: «Рабочее законодательство — это дело капитала, который даёт свою санкцию тем или иным законопроектам, государственная же власть ставит на них лишь юридический штамп». По мнению А. Литвина, Е. Масловой и А. Сальниковой, заданный идеологический каркас делал ненужным кропотливое источниковедческое исследование.

### Университет и история студенчества

#### История и лениниана
Первые работы М. Корбута, связанные с историей борьбы студенчества за свои права, были отмечены пропагандистской риторикой. В статье «Высшая школа и комстуденчество» он прямо проповедует и заявляет, что главная задача коммунистического студенчества включает минимум — «успешное усвоение возможно в короткий срок максимума знаний», и максимум — «вытеснение и замена современной буржуазной преподавательской корпорации высоко квалифицированным научными советскими работниками». Как отмечали А. Литвин, Е. Маслова и А. Сальникова, эта и подобные ей статьи М. Корбута «поразительно бедны конкретными фактическими данными», демонстрируют неприкрытый конформизм. В статье о рабфаках в структуре высшей школе он открещивается от своего студенческого прошлого и заявляет, что новый советский студент не знает, что такое «Gaudeamus», даже по названию, и в этом нет ничего плохого. «…И не надо создавать было никакого своего гимна, ибо если и есть какие-либо у студенчества свои студенческие интересы, то они… ничтожны перед
интересами общепролетарскими…». Дух советизации, воплощённый в учащихся рабфака, противопоставлялся старым требованиям автономии корпорации студентов и преподавателей. В условиях торжества коллективизма «не следует проявлять враждебный сепаратизм, наоборот — требуется всё больше тесный и крепкий союз науки и труда».
Михаил Корбут отдал дань и лениниане в рамках темы «Ленин и Казанский университет». Будучи чрезвычайно ортодоксально настроенным и широко используя мифологемы о сходке 1887 года (описанной А. Елизаровой), Корбут использовал в своих целях и аргументацию идеологических оппонентов, например, К. Каутского. Статьи на тему Ленина всегда отражали актуальные политические потребности времени. Например, в статье «Казанское революционное подполье конца 80-х гг. и Ленин» выражено откровенно негативное отношение к народничеству.

#### «Казанский государственный университет им. В. И. Ульянова-Ленина за 125 лет»

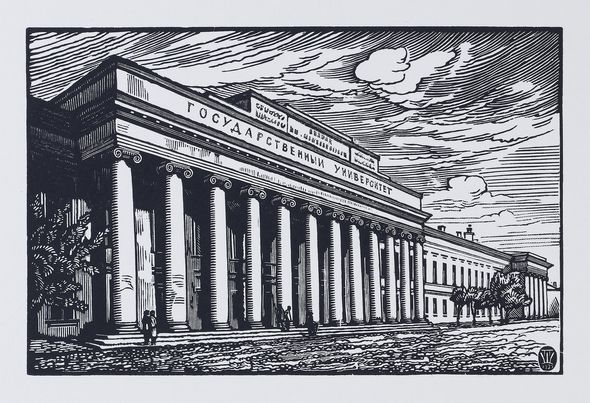
Заставка П. А. Шиллинговского к изданию «Казанского университета»

В 1929 году предстояло 125-летие Казанского университета, в ознаменование чего его правление заказало М. К. Корбуту сводную двухтомную историю. Этот проект продолжал сложившуюся европейскую и дореволюционную российскую традицию юбилейных изданий, которые подводили итоги деятельности учебного заведения, оценивали его вклад в развитие культуры и просвещения. При этом в Казани сложилась уникальная ситуация, при которой формально имелись высококачественные исследования Н. Н. Булича и Н. П. Загоскина, однако они по хронологии охватывали лишь первую четверть века университетской жизни после его основания. При этом история Загоскина имела колоссальный объём в четыре тома. То есть М. Корбуту предстояло создать первую сводную университетскую историю, доведя её до новой исторической эпохи. Этой работе препятствовало почти полное отсутствие историографической разработки истории Казанского края, слабая изученность российской университетской истории и так далее.
По словам А. Сальниковой, новаторство двухтомника Корбута состояло в том, что впервые было показано существование университета в новых политических условиях — первого послеоктябрьского десятилетия. Михаил Ксаверьевич создавал историю с позиций классового подхода, что формулировалось так: «проследить развитие университетского организма как целого, подвергавшегося многоразличным изменениям и ломкам под влиянием классовой борьбы в стране и в университетах, в частности». Содержание учебного процесса, управление вузов, система преподавания были для автора вторичны. В предисловии Корбут отдельно акцентировал внимание читателей, что не собирался оценивать и развитие науки в Казанском университете, а главным образом интересовался отражением в истории университета базовых социально-экономических проблем в стране. В результате важнейшим сюжетом оказалось студенческое движение, особенно в эпоху Великих реформ и первой русской революции. В известной степени происходило отождествление университетской истории с историей студенческого движения. Корбут разделял передовую социально-демократическую часть студенчества и реакционную его часть, которая, по мысли автора, активно действовала и после 1917 года. Описывая профессорский корпус, Корбут также сводил его деятельность к противостоянию либералов и консерваторов и одновременной борьбе со студенчеством. Расхождение между студентами и профессурой по мысли Корбута всё усиливалось, достигнув пика в 1900-х годах. Основная канва работы М. К. Корбута основывалась на дневнике попечителя Казанского учебного округа П. Д. Шестакова, полученного от его сына — историка С. П. Шестакова. Это был важнейший источник для описания истории отношений университетской корпорации и студенческих движений 1860—1880-х годов.
А. А. Сальникова особо выделяла заключительную главу истории Корбута, посвящённую первому советскому десятилетию. Она утверждает, что историку было необходимо показать успешность советской перестройки университете, утрату им имперского статуса. Соответственно, Корбут в соответствии с избранным методом демонстрировал антисоветские настроения профессуры и стремление к строительству советской власти студенчества, только демократизирующегося, поскольку пролетарский элемент преобладал на одном только рабфаке. Идеологический заказ не препятствовал демонстрации противоречивости и болезненности процесса перестройки. При этом, М. К. Корбут исполнял более существенный («инсайдерский» в терминологии А. Сальниковой) заказ: он был должен доказать читателям — советским функционерам, что университет лоялен к новой власти и более того — является колыбелью ленинской революционной борьбы. Университетская система в результате педагогических экспериментов 1920-х годов находилась в глубочайшем кризисе, а «политехнизация» высшей школы поставила Казанский университет на грань полного исчезновения. Из его состава были выделены несколько самостоятельных учебных заведений и по числу студентов и структурному составу университет был меньше, чем в середине XIX века. По-видимому, Михаил Ксаверьевич в немалой степени ответственен за доказательство полезности классических университетов для новой власти и способствовал их сохранению.
Приступив к работе в октябре 1928 года, М. Корбут иногда в ультимативной форме «выбивал» из университетского правления материальное вознаграждение. В результате, хотя и не без труда, он добился освобождения от чтения учебных курсов на время работы при сохранении полной доцентской ставки. Много конфликтов породили командировки в Москву, финансирование которых не устраивало Михаила Ксаверьевича, и он однажды в скандальной форме отказался выезжать не на своих условиях. В большинстве случаев начальство удовлетворяло его просьбы. В итоге, рукопись была сдана в срок и вышла в свет вовремя. Труд оказался своевременным и был тепло принят рецензентами, двое из которых назвали книгу «монументальной». Высоко оценили историю и сами университетские представители. В своей актовой речи 17 мая 1930 года председатель Общества археологии,
истории и этнографии профессор Н. Н. Фирсов дословно заявил, что двухтомник Корбута «освобождает от многого, что следовало бы сказать, не будь к настоящему сроку готова означенная история». Тогдашний директор КГУ Г. Б. Богаутдинов увидел главное достоинство труда в извлечении «из архивной пыли важнейших эпизодов… университетской жизни», которые «так захватывающе интересны и вместе многозначительны, что, безусловно, будут предметом дальнейших, более углублённых исторических изысканий».

## Память
После гибели М. К. Корбута упоминания о нём исчезли на десятилетия: так, в юбилейной истории Казанского университета 1954 года не упоминался двухтомник, выпущенный к 125-летию ВУЗа. Мельком о его публикациях стали упоминать лишь в 1960—1970-х годах в контексте изучения истории студенческого движения (А. А. Элерт), истории Великого Октября и Истпарта в Татреспублике (А. Л. Литвин, Р. А. Циунчук, И. Р. Тагиров). Лишь в период перестройки «переоткрытие» Корбута совершил А. А. Литвин, опубликовав пятистраничный очерк в книге 1990 года «Возвращённые имена». Стимулом к архивным и историографическим изыскания стало празднование 200-летия Казанского университета в 2004 году, историк упоминался в нескольких обзорных работах А. А. Сальниковой и С. Ю. Малышевой. В том же году была защищена диссертация Е. С. Масловой, основанная на комплексе практически всех существующих источников, в том числе следственного дела и воспоминаний оставшихся в живых родственников. В 2009 году в соавторстве с А. А. Литвиным и А. А. Сальниковой на основе диссертации была выпущена монографическая биография.

## Основные труды М. К. Корбута
Полная библиография (включая рецензии) представлена в монографии А. Литвина, Е. Масловой и А. Сальниковой
- Корбут М. К. Значение культуры в переживаемый период // Коммунистический путь. — 1921. — № 5-6. — С. 27—28.
- Корбут М. К. В. И. Ульянов в Казанском университете // Новое дело. — 1922. — № 1. — С.5—9.
- Корбут М. К. Рабочий факультет Казанского государственного университета // Вестник Просвещения. — 1922. — № 1—2. — С.73—80.
- Корбут М. К. Метод диалектического материализма в работах Н.Ленина (В.Ульянова) по вопросам права и государства // Коммунистический путь. — 1923. — № 4/5 (24—25). — С.25—56.
- Корбут М. К. О коммунистической этике // Коммунистический путь. — 1923. — № 1(21). — С.47—50.
- Корбут М. К. В. И. Ульянов-Ленин в Казани // Голос пролетарского студенчества. — 1924. — № 1-2. — С.5—15.
- Корбут М. К. Рабочий факультет и высшая школа // 5 лет рабочего факультета Казанского государственного университета имени В. И. Ульянова (Ленина). — Казань: Красный Печатник, 1924. — С.9—15.
- Корбут М. К. Тактика В. И. Ленина в эпоху демократической революции. 1905 год // Спутник коммуниста. — 1924. — № 26. — С.186—209.
- Корбут М. К. Рабочее законодательство третьей Государственной Думы // Учёные записки Казанского университета. — 1925. — Т. 856. — Кн.2 . — С.327—347.
- Корбут М. К. Революционное движение в России перед войной в оценке Департамента полиции 1911—1913 гг. // Учёные записки Казанского университета. — LXXXLI (1926). — Т. 86. — Кн.2. — С.340—366.
- Корбут М. К. Татаро-башкирские рабочие во Франции // Новый Восток. — 1926. — № 3—4. — С.17—24.
- Корбут М. К. Учёт Департаментом полиции опыта 1905 г. // Красный архив. — 1926. — Т.5(18). — С.219—221.
- Корбут М. К. Как создавались царские страховые законы (к 15-летию страховых законов 23 июня 1912 г.) // Советское право. — 1927. — № 3(27). — С.48—67.
- Корбут М. К. А. П. Щапов как родоначальник материалистического понимания русской истории // Учёные записки Казанского университета. — 1928. — Т.88. — Кн.1. — С.15—30.
- Корбут М. К. Казанские рабочие перед Октябрьской революцией // Учёные записки Казанского университета. — 1928. — Кн.1. — Т.88. — С.112—135.
- Корбут М. К. Люди и идеи, влиявшие на Толстого в Казани // Великой памяти Л. Н. Толстого. — Казань, 1928. — С.35—62.
- Корбут М. К. От 1905 к 1917 году // Известия Общества археологии, истории и этнографии. — 1928. — Т.XXXIV. — Вып. 1—2. — С.99—112.
- Корбут М. К. Рабочее законодательство Временного правительства // Советское право. — 1928. — № 4 (34). — С.65—82.
- Корбут М. К. Страховые законы 1912 года и их проведение в Петербурге // Красная летопись. — 1928. — № 1 (25). — С.136—171; № 2 (26). — С.157—175.
- Корбут М. К. Царское законодательство о наёмном труде в сельском хозяйстве: (К 45-летию первого закона) // Известия правового факультета Азербайджанского гос. ун-та имени В. И. Ленина. — 1928. — Вып. III. — С.28—43.
- Корбут М. К. Василий Константинович Магницкий и его труды 1839—1901 гг. — Чебоксары : Изд-во об-ва изуч. Чувашск. края, 1929. — С.5—86.
- Корбут М. К. Студенческое движение в Казани в восьмидесятые годы и Ленин // Каторга и ссылка. — 1929. — Кн.7(56). — С.7—23.
- Корбут М. К. Изучение истории пролетариата Татарстана — очередная задача // Социальное хозяйство Татарстана. — 1930. — № 8-9. — С.85—89.
- Корбут М. К. Казанский государственный университет им. В. И. Ульянова-Ленина за 125 лет. 1804/05-1929/30. — Казань, 1930. — Т.I. — 211 с.; Т.II. — 385 с.
- Корбут М. К. Наука в Казанском университете за последнее двадцатипятилетие. — Казань, 1930. — 79 с.
- Корбут М. К. Казанское революционное подполье конца 80-х годов и Ленин // Каторга и ссылка. — 1931. — Кн. 8—9(81—82). — С.7—27.
- Корбут М. К. Рабочая политика IV Государственной Думы // Красная летопись. — 1931. — № 5—6 (44—45). — С.76—103.
- Корбут М. К. Большевики в страховой кампании и борьба с меньшевиками // Красная летопись. — 1932. — № 3 (48). — Ч.1. — С.135—164; № 4 (49). — Ч.2. — С.55—77.
- Корбут М. К. К вопросу о демократически х иллюзиях: (Исторические справки) // Красная летопись. — 1933. — № 1(52). — С.79—100.
- Корбут М. К. Об изучении истории Октябрьской революции в Татарстане: (Обзор литературы, вышедшей на русском языке) // Каторга и ссылка. — 1933. — Кн.4—5(101—102). — С.126—144.